# WDR3
WDR3‏ (WD repeat domain 3) هوَ بروتين يُشَفر بواسطة جين WDR3 في الإنسان.